# Старий Акатуй
Старий Акату́й (рос. Старый Акатуй) — село у складі Александрово-Заводського району Забайкальського краю, Росія. Входить до складу Ново-Акатуйського сільського поселення.

## Населення
Населення — 191 особа (2010; 248 у 2002).
Національний склад (станом на 2002 рік):
- росіяни — 96 %